# Urolophus mitosis
Urolophus mitosis е вид хрущялна риба от семейство Urolophidae.

## Разпространение
Видът е разпространен в Западна Австралия.